# Santo Tomé del Puerto
Santo Tomé del Puerto település Spanyolországban, Segovia tartományban. Santo Tomé del Puerto Casla, Santa Marta del Cerro, Duruelo, Cerezo de Abajo, Cerezo de Arriba, El Cardoso de la Sierra, Somosierra és Robregordo községekkel határos. Lakosainak száma 234 fő (2024).

## Népesség
A település népessége az elmúlt években az alábbi módon változott:
| Lakosok száma | 333  | 349  | 352  | 341  | 325  | 287  | 277  | 252  | 252  | 234  |
|               | 2001 | 2004 | 2007 | 2009 | 2012 | 2014 | 2017 | 2019 | 2022 | 2024 |